# Комісії та комітети допомоги голодуючим в УСРР
Комісії та комітети допомоги голодуючим в УСРР — державні органи та громадські організації, що діяли в Українській соціалістичній радянській республіці в роки голоду 1921—1923 рр.

## Історія
Комісію допомоги постраждалому від неврожаю населенню республіки при ВУЦВК було засновано (за прикладом аналогічної комісії в РСФРР) постановою президії ВУЦВК від 29 червня 1921 р. Комісію очолив голова ВУЦВК Г. Петровський, до її складу було введено представників народних комісаріатів продовольства та земельних справ УСРР, а також ЦК комітетів незаможних селян. 6 липня цього ж року комісію доповнили делегатами Південбюро ВЦРПС та Вукоопспілки, а 29 липня політбюро ЦК КП(б)У ухвалило постанову про реорганізацію комісії в Центральну комісію допомоги голодуючим (ЦК допгол, ЦКДГ ВУЦВК) та про заснування центрального харківського та периферійного київського комітетів українських громадських діячів, що мали діяти під керівництвом КП(б)У та Центрального робітничого комітету при Південбюро ВЦРПС. Ініціаторами заснування громадських комітетів допомоги голодуючим на місцях були дореволюційні громадські діячі — члени так званих старих добровільних товариств. Першими були створені Полтавський (на чолі з В. Короленком) та Олександрівський громадські комітети. Спроба консолідації зусилля громадськості в справі допомоги голодуючим була зроблена організаційним бюро українського громадянського комітету допомоги голодуючим у Харкові. На розширеному засіданні комітету з представниками громадських кіл Харкова та делегатами Полтавської та Київської губерній було ухвалено рішення про те, щоб налагодити зв'язки з Всеросійським комітетом допомоги голодуючим. Паралельно проводилися переговори оргбюро комітету з секретарем ЦК КП(б)У Д. Мануїльським щодо принципів взаємин Всеукраїнського громадядського комітету допомоги голодуючим з РНК УСРР. Однак після розпуску ВКДГ, принизливо названого В. Леніном «прокукішем» (за першими літерами прізвищ його лідерів), політбюро ЦК КП(б)У відмовилося від намірів співпрацювати з комітетами українських громадських діячів у справі організації кампанії допомоги голодуючим. Без підтримки з боку політітичних органів УСРР поодинокі місцеві громадські комітети допомоги голодуючим розпалися. Це давало змогу компартійно-радянським органам перехопити ініціативу керівництва громадською кампанією допомоги голодуючим. 17 серпня 1921 р. президія ВУЦВК ухвалила постанову про створення Церобочкому при Південбюро ВЦРПС, аналогічного Церобочкому при ВЦРПС. Наступного дня політбюро ЦК КП(б)У затвердило рішення про організацію Всеукраїнського та губернських комітетів допомоги голодуючим при виконкомах рад, до складу яких поряд з «колишніми» громадськими діячами, «які входили б до комітетів персонально, а не як представники колишніх громадських організацій», пропонувалося «ввести достатню кількість представників партійних, професійних і інших робітничих організацій». Усі члени комітетів допомоги голодуючим мали персонально затверджуватися комітетами ЦК КП(б)У. Президію Всеукраїнського комітету допомоги голодуючим рекомендувалося створити в кількості п'яти осіб, причому до керівного складу ввести виключно членів КП(б)У, зокрема:
- Д. Мануїльського (як голову комітету);
- В. Ксандрова;
- С. Любімова.

Безпартійних членів президії — голову Укрстатбюро О. Пєшохонова та академіка УАН Д. Багалія — не дозволялося допускати до керівництва харківським комітетом. Обов'язковою вимогою членства в комітетах допомоги голодуючим для «колишніх» діячів була підтримка ними більшовицького заклику до селян виконувати продподаток та боротися з «бандитизмом» (тобто з антирадянськими виступами).
Задля організації допомоги голодуючим за кордоном рекомендувалося не заперечувати проти відрядження Всеукраїнським комітетом допомоги голодуючим своїх представників за кордон під прапором Червоного Хреста. 25 листопада 1921 р. пленум Комісії допомоги голодуючим при ВУЦВК ухвалив постанову про створення Міжнародного українського бюро допомоги голодуючим УСРР, воно було засновано 6 грудня в складі повноважних представників УСРР за кордоном:
- М. Левицького, І. Новаківського та Кудрі — у Празі;
- О. Шумського — у Варшаві;
- В. Ауссема — у Берліні.

На комісію ЦКДГ ВУЦВК покладалися:
- практичне керівництво кампанією допомоги голодуючим згідно з директивами ЦК КП(б)У;
- координація діяльності місцевих комісій та комітетів допомоги голодуючим, що організовувалися за дозволом ЦК КП(б)У;
- налагодження діяльності державних і радянських органів по боротьбі з голодом.

ЦКДГ ВУЦВК спиралася на губернські та повітові комісії допомоги голодуючим. Губернські комісії створювалися в складі представників:
- виконкому (голова);
- парткому КП(б)У;
- земвідомств;
- ради профспілок;
- комітету незаможних селян губернського рівня,

а повітові — з висуванців:
- виконкому;
- комітету незаможних селян;
- комуністичного осередку;
- кооперативу повітового рівня;
- а також «одного кооптованого громадського працівника, що користувався особливою довірою населення даної волості».

Згідно з постановою ВУЦВК від 13 вересня 1921 р. у УСРР також створювалися волосні та сільські комісії допомоги голодуючим. Перші — за участю делегатів волосних виконкому, комітету незаможних селян і парткому КП(б)У, а другі — за участю делегатів від сількому та сільвиконкому і одного представника від сільського сходу.
Одночасно з цивільними створювалися військові комісії допомоги голодуючим — Центральна комісія при командуючому військами ЗС УСРР і Криму та місцеві й низові — при нижчих військових органах.
Комісії з'ясовували масштаби голоду й потреби голодуючого населення; проводили агітацію та збір пожертв серед населення; клопотали перед органами влади щодо державної допомоги; займалися переселенням голодуючих з РСФРР до УСРР; розподіляли отримані продовольство й одяг серед голодуючих. Крім того, вони сприяли наданню медичної допомоги хворим, виробленню допомоги селянам неврожайних місцевостей та трудової — безробітним. У першу чергу допомога надавалася голодуючим дітям. У голодуючих губерніях фонди комісій розподілялися за їх власним розпорядженням, а у врожайних — виключно ЦКДГ ВУЦВК. У діяльності комісій допомоги голодуючим виразно проявилася фіктивність «незалежного» статусу УСРР. Хоча вже влітку 1921 р. стало очевидним, що південні губернії УСРР будуть без врожаю й якщо план збору в них зернових не зменшити, то там буде голод. ЦК КП(б)У 4 вересня 1921 р. ухвалив постанову «Про кампанію боротьби з голодом», у якій указав губкомам, що вони повинні «розрізняти заклик до боротьби з голодом в Росії від боротьби з неврожаєм в Україні, де допомога місцям, що постраждали від неврожаю, може бути вповні надана своїми губернськими або повітовими коштами». Це означало, що всі кошти, які були вже зібрані в УСРР для допомоги голодуючим, мали спрямовуватися до прикріплених до УСРР губерній РСФРР: Царицинської, Уральської, Саратовської та Симбірської. Уральську губернію ЦКДГ ВУЦВК мала забезпечувати разом з Курською; Саратовську — спільно з БСРР та Смоленською губернією, а Симбірську — з Сибіром, Тульською і Калузькою губерніями. Лише на початку 1922 р. ЦКДГ ВУЦВК одержала дозвіл допомагати українським голодуючим, але тільки за рахунок власних коштів і за умови переважного забезпечення голодуючих РСФРР. Згідно з розпорядженням ЦКДГ Всеросійського ЦВК, на ЦКДГ ВУЦВК покладалося зобов'язання забезпечити продовольством 1108 тис. голодуючих в РСФРР і 632 тис. — в УСРР. Але це було нереально — від серпня 1921 р. до травня 1922 р. ЦКДГ ВУЦВК змогла відправити голодуючим РСФРР 960 вагонів продовольства, а у «неврожайні» губернії УСРР — 232. Тільки в червні 1922 р. УСРР було відкріплено від допомоги РСФРР, це дало можливість різко збільшити забезпечення продовольством українських голодуючих (з травня до серпня 1922 р. їм було відправлено 1610 вагонів).
Незважаючи на голод в південних губерніях УСРР навіть після збирання врожаю, ЦКДГ ВУЦВК, згідно з постановою ВУЦВК від 18 жовтня 1922 р., було ліквідовано 1 листопада. Цим кроком радянський уряд намагався виправдати в очах міжнародної спільноти поновлення УСРР хлібного експорту. Замість комісій допомоги голодуючим почали створюватися комісії з ліквідації наслідків голоду, на які покладалися завдання «допомоги в поновленні зруйнованих селянських господарств, допомоги інвалідам війни, праці та голоду, позбавленим господарств, а також безробітним і безпритульним дітям».